# Zápas na Letních olympijských hrách 1956 – řecko-římský styl
Podrobné výsledky z olympijských her v zápasu řecko-římském za rok 1956.

## Informace
- místo: Královská výstavní budova, Melbourne
- vyřazovací boje: 3. až 6. prosince 1956
- finálové boje: 6. prosince 1956 ve večerních hodinách
- přihlášených: 110 klasiků
- nastoupilo: 85 klasiků
- počet zemí: 19 zemí
  - 8x (Sovětský svaz, Spojené státy, Švédsko, Turecko), 7x (Austrálie, Finsko, Maďarsko), 6x (Bulharsko), 4x (Rumunsko, Německo, Rakousko), 3x (Itálie), 2x (Argentina, Belgie, Francie, Jugoslávie), 1x (Kanada, Norsko, Řecko)
- Zastoupení podle kontinentů:
  - Afrika – bez zastoupení
  - Amerika – 3x (Argentina, Kanada, Spojené státy)
  - Asie – bez zastoupení
  - Evropa – 15x (Belgie, Bulharsko, Finsko, Francie, Itálie, Jugoslávie, Maďarsko, Německo, Norsko, Rakousko, Rumunsko, Řecko, Sovětský svaz, Švédsko, Turecko)
  - Oceánie – 1x (Austrálie)

## Upozornění
V oficiální knize výsledků (viz externí odkazy) došlo k záměně u zápasu "Kartozija (URS) vs. Jansson (SWE)" a "Manějev (URS) vs. Berlin (SWE)". Kartozija ve skutečnosti s Janssonem prohrál po verdiktu 0-3 a Manějev porazil Berlina po verdiktu 3-0. Výsledky jsou takto publikovány v časopise Die Athletik s komentářem. Dále v gruzínském dokumentu o Givi Kartozijovi je ukázána fotka, na které rozhodčí zvedá ruku Švéda Janssona.

## Herní systém
Herní systém v roce 1956 nepočítal s bodováním jednotlivých technik v samotném zápase. Vítězilo se na lopatky před časovým limitem nebo verdiktem tří rozhodčích v poměru 3-0 (0-3) a 2-1 (1-2). Podle typu výhry/prohry zápasník dostával negativní body (později zvané klasifikační body). Žádné negativních body (0) byly za vítězství na lopatky, 1 negativní bod byl při výhře po verdiktu rozhodčích, 3 negativní body byly za prohru. Zápasník z turnaje vypadl po dosažení 5 negativních bodů (součet negativních bodů = SNB).
Zápas trval 15 minut čisté hrací doby. Z toho 3 minuty byly vyhrazené pro boj v parteru.
Z vyřazovacích bojů vzešla v každé váhové kategorii finálová trojice. Tato trojice si rozdělila medaile podle výsledků vzájemných zápasů. V případě rovnosti negativních bodů rozhodoval vzájemný zápas nebo celkový počet negativních bodů.
Na zápasy označené hvězdičkou (*) byl podán protest. O výsledku zápasu rozhodla jury.
Zápasníci bez vyhraného zápasu mají v celkovém pořadí (CP) zapsanou účast (úč.)
V tabulce je v koloce jednitlivých kol uvedeno: číslo_soupeře/hodnocení zápasu/negativní body_součet negativních bodů za jednotlivá kola.

## Československá stopa
Československo nemělo v zápasu řecko-římském poprvé v historii na olympijských hrách v Melbourne zastoupení.
Symbolickou účast zařídil český Němec Vítězslav "Viktor" Mucha, který imigroval do Austrálie po 2. světové válce.

## Podrobné výsledky

### Váhová kategorie do 52 kg - ř.ř.
- 1. kolo – 3.12.1956 (ráno)
- 2. kolo – 4.12.1956 (ráno)
- 3. kolo – 5.12.1956 (ráno)
- 4. kolo – 6.12.1956 (ráno)
- 5. kolo – 6.12.1956 (večer)

| Č.  | Zápasník                 | Kolo          | Kolo          | Kolo          | Kolo        | Kolo          | SNB   | CP               |
| Č.  | Zápasník                 | 1.            | 2.            | 3.            | 4.          | 5. (finále)   | SNB   | CP               |
| --- | ------------------------ | ------------- | ------------- | ------------- | ----------- | ------------- | ----- | ---------------- |
| 1.  | István Baranya (HUN)     | 2./3-0/1_1    | 3./3-0/1_2    | 5./0-3/3_5    |             |               | 5     | 5.               |
| 2.  | Borivoj Vukov (YUG)      | 1./0-3/3_3    | 11./3-0/1_4   | 3./3-0/1_5    |             |               | 5     | 6.               |
| 3.  | Maurice Mewis (BEL)      | 4./4:45/0_0   | 1./0-3/3_3    | 2./0-3/3_6    |             |               | 6     | 7.               |
| 4.  | Monty Hakansson (AUS)    | 3./lop./3_3   | 6./lop./3_6   |               |             |               | 6     | úč.              |
| 5.  | Ignazio Fabra (ITA)      | 6./2-1/1_1    | 7./3-0/1_2    | 1./3-0/1_3    | 10./3-0/1_4 | 9./lop./3_7   | 4 (f) | Stříbrná medaile |
| 6.  | Dursun Ali Erbaş (TUR)   | 5./1-2/3_3    | 4./1:45/0_3   | 7./6:00/0_3   | 9./3-0/1_4  | volný los/0_4 | 4 (f) | Bronzová medaile |
| 7.  | Dick Wilson (USA)        | 8./3-0/1_1    | 5./0-3/3_4    | 6./lop./3_7   |             |               | 7     | 8.               |
| 8.  | André Zoete (FRA)        | 7./0-3/3_3    | 9./lop./3_6   |               |             |               | 6     | úč.              |
| 9.  | Nikolaj Solovjov (URS)   | 10./2-1*/1_1  | 8./4:45/0_1   | volný los/0_1 | 6./0-3/3_4  | 5./11:00/0_4  | 3 (f) | Zlatá medaile    |
| 10. | Dumitru Pârvulescu (ROU) | 9./1-2*/3_3   | volný los/0_3 | 11./3-0/1_4   | 5./0-3/3_7  |               | 7     | 4.               |
| 11. | Bengt Johansson (SWE)    | volný los/0_0 | 2./0-3/3_3    | 10./0-3/3_6   |             |               | 6     | úč.              |

### Váhová kategorie do 57 kg - ř.ř.
- 1. kolo – 3.12.1956 (ráno)
- 2. kolo – 4.12.1956 (ráno)
- 3. kolo – 5.12.1956 (ráno)
- 4. kolo – 6.12.1956 (ráno)
- 5. kolo – 6.12.1956 (večer)
- 6. kolo – 6.12.1956 (večer)

| Č.  | Zápasník                   | Kolo          | Kolo          | Kolo          | Kolo          | Kolo          | Kolo          | SNB   | CP               |
| Č.  | Zápasník                   | 1.            | 2.            | 3.            | 4.            | 5. (finále)   | 6. (finále)   | SNB   | CP               |
| --- | -------------------------- | ------------- | ------------- | ------------- | ------------- | ------------- | ------------- | ----- | ---------------- |
| 1.  | Imre Hódos (HUN)           | 2./3-0/1_1    | 13./3-0/1_2   | 3./3:45/0_2   | 6./0-3/3_5    |               |               | 5     | 4.               |
| 2.  | Reijo Nykänen (FIN)        | 1./0-3/3_3    | 3./2-1/1_4    | 5./1-2/3_7    |               |               |               | 7     | 8.               |
| 3.  | Adolfo Díaz (ARG)          | 4./6:05/0_0   | 2./1-2/3_3    | 1./lop./3_6   |               |               |               | 6     | 7.               |
| 4.  | Ronald Sweeney (AUS)       | 3./lop./3_3   | 4./0-3/3_6    |               |               |               |               | 6     | úč.              |
| 5.  | Francisc Horvath (ROU)     | 6./2-1*/1_1   | 5./3-0/1_2    | 2./2-1/1_3    | 11./3-0/1_4   | 10./1-2/3_7   | volný los/0_7 | 4 (f) | Bronzová medaile |
| 6.  | Konstantin Vyrupajev (URS) | 5./1-2*/3_3   | 7./3-0/1_4    | 9./11:30/0_4  | 1./3-0/1_5    | volný los/0_5 | 10./3-0/1_6   | 4 (f) | Zlatá medaile    |
| 7.  | Yaşar Yılmaz (TUR)         | 8./3-0/1_1    | 6./0-3/3_4    | 10./vzdal/3_7 |               |               |               | 7     | 9.               |
| 8.  | Omer Vercouteren (BEL)     | 7./0-3/3_3    | 9./0-3/3_6    |               |               |               |               | 6     | úč.              |
| 9.  | Dinko Petrov (BUL)         | 10./2-1/1_1   | 8./3-0/1_2    | 6./lop./3_5   |               |               |               | 5     | 6.               |
| 10. | Edvin Vesterby (SWE)       | 9./1-2/3_3    | 12./3-0/1_4   | 7./pčl/0_4    | volný los/0_4 | 5./2-1/1_5    | 6./0-3/3_8    | 4 (f) | Stříbrná medaile |
| 11. | Fred Kämmerer (EUA)        | 12./2-1*/1_1  | volný los/0_1 | 13./3-0/1_2   | 5./0-3/3_5    |               |               | 5     | 5.               |
| 12. | Franz Brunner (AUT)        | 11./1-2*/3_3  | 10./0-3/3_6   |               |               |               |               | 6     | úč.              |
| 13. | Kent Townley (USA)         | volný los/0_0 | 1./0-3/3_3    | 11./0-3/3_6   |               |               |               | 6     | úč.              |

pozn 1.: Po 4. kole zůstali ve hře dva zápasníci Rumun Francisc Horvath a Švéd Edvin Vesterby. Sovět Konstantin Vyrupajev, Maďar Imre Hódos a Němec Fred Kämmerer dosáhli limitu 5 negativních bodů. O třetím finalistovi měl rozhodnout zápas Kämmerera s Vyrupajevem a Hódosem. Němec Kämmerer však z turnaje odstoupil kvůli zranění a do finálové trojice tak postoupil Sovět, který již ve 4. kole nad Maďarem zvítězil.
pozn 2.: Finalisté Rumun Francisc Horvath, Švéd Edvin Vesterby a Sovět Konstantin Vyrupajev dosáhli ve finále shodně 4 negativních bodů. Podle jaké klíče si následně rozdělili medaile není nikde objasněn. Server sports-reference.com uvádí, že o medailistech rozhodly součty hlasů rozhodčích. V tomto případě by však Rumun Horvath musel brát stříbro nikoliv bronz.

### Váhová kategorie do 62 kg - ř.ř.
- 1. kolo – 3.12.1956 (ráno)
- 2. kolo – 4.12.1956 (ráno)
- 3. kolo – 5.12.1956 (ráno)
- 4. kolo – 5.12.1956 (ráno)
- 5. kolo – 6.12.1956 (večer)
- 6. kolo – 6.12.1956 (večer)

| Č.  | Zápasník                 | Kolo         | Kolo         | Kolo          | Kolo        | Kolo          | Kolo          | SNB   | DK | CP               |
| Č.  | Zápasník                 | 1.           | 2.           | 3.            | 4.          | 5. (finále)   | 6. (finále)   | SNB   | DK | CP               |
| --- | ------------------------ | ------------ | ------------ | ------------- | ----------- | ------------- | ------------- | ----- | -- | ---------------- |
| 1.  | Ion Popescu (ROU)        | 2./3-0/1_1   | 3./0-3/3_4   | 4./0-3/3_7    |             |               |               | 7     | —  | 7.               |
| 2.  | Alan Rice (USA)          | 1./0-3/3_3   | 4./0-3/3_6   |               |             |               |               | 6     | —  | úč.              |
| 3.  | Umberto Trippa (ITA)     | 4./1-2/3_3   | 1./3-0/1_4   | 7./lop./3_7   |             |               |               | 7     | —  | 6.               |
| 4.  | Imre Polyák (HUN)        | 3./2-1/1_1   | 2./3-0/1_2   | 1./3-0/1_3    | 8./4:38/0_3 | 9./1-2/3_6    | 7./2-1/1_7    | 4 (f) | 7  | Stříbrná medaile |
| 5.  | Gunnar Håkansson (SWE)   | 6./3-0/1_1   | 7./lop./3_4  | 8./3-0/1_5    |             |               |               | 5     | —  | 5.               |
| 6.  | Roger Bielle (FRA)       | 5./0-3/3_3   | 9./1-2/3_6   |               |             |               |               | 6     | —  | úč.              |
| 7.  | Roman Dzneladze (URS)    | 8./lop./3_3  | 5./5:00/0_3  | 3./10:06/0_3  | 9./2-1/1_4  | volný los/0_4 | 4./1-2/3_7    | 4 (f) | 7  | Bronzová medaile |
| 8.  | Müzahir Sille (TUR)      | 7./8:02/0_0  | 10./5:47/0_0 | 5./0-3/3_3    | 4./lop./3_6 |               |               | 6     | —  | 4.               |
| 9.  | Rauno Mäkinen (FIN)      | 10./4:12/0_0 | 6./2-1/1_1   | volný los/0_1 | 7./1-2/3_4  | 4./2-1/1_5    | volný los/0_5 | 4 (f) | 5  | Zlatá medaile    |
| 10. | Norman Ickeringill (AUS) | 9./lop./3_3  | 8./lop./3_6  |               |             |               |               | 6     | —  | úč.              |

pozn.: Finalisté Maďar Imre Polyák, Sovět Roman Dzneladze a Fin Rauno Mäkinen dosáhli ve finále shodně 4 negativních bodů, při stejném verdtiktu v poměru 2-1 resp. 1-2. Server sports-reference.com a časopis Die Athletik uvádí, že o medailistech rozhodl celkový součet negativních bodů a při shodě 7 negativních bodů u Sověta a Maďara jejich vzájemný zápas.

### Váhová kategorie do 67 kg - ř.ř.
- 1. kolo – 3.12.1956 (večer)
- 2. kolo – 4.12.1956 (večer)
- 3. kolo – 5.12.1956 (ráno)
- 1. r. kolo – zápas proběhl ve 2. kole
- 2. r. kolo – 6.12.1956 (ráno)
- 3. r. kolo – 6.12.1956 (ráno)
- 4. kolo – 6.12.1956 (večer)
- 5. kolo – 6.12.1956 (večer)
- 6. kolo – 6.12.1956 (večer)

| Č.  | Zápasník               | Kolo          | Kolo         | Kolo        | Kolo          | Kolo          | Kolo          | SNB   | CP               | DK(RK) | SNB(RK) | Rozstřelovací kolo (RK) | Rozstřelovací kolo (RK) | Rozstřelovací kolo (RK) |
| Č.  | Zápasník               | 1.            | 2.           | 3.          | 4. (finále)   | 5. (finále)   | 6. (finále)   | SNB   | CP               | DK(RK) | SNB(RK) | 3.                      | 2.                      | 1.                      |
| --- | ---------------------- | ------------- | ------------ | ----------- | ------------- | ------------- | ------------- | ----- | ---------------- | ------ | ------- | ----------------------- | ----------------------- | ----------------------- |
| 1.  | Olle Anderberg (SWE)   | 2./0-3/3_3    | 3./vzdal/3_6 |             |               |               |               | 6     | úč.              | —      | —       |                         |                         |                         |
| 2.  | Dimitar Stojanov (BUL) | 1./3-0/1_1    | 4./3-0/1_2   | 3./0-3/3_5  |               |               |               | 5     | 5.               | 9 (rk) | 4 (rk)  | 7./1-2/3_4              | 5./3-0/1_1              | volný los/0_0           |
| 3.  | Kyösti Lehtonen (FIN)  | 4./4:10/0_0   | 1./pčl/0_0   | 2./3-0/1_1  | 7./2-1/1_2    | 9./8:06/0_2   | volný los/0_2 | 1 (f) | Zlatá medaile    | —      | —       |                         |                         |                         |
| 4.  | Tommy Evans (USA)      | 3./lop./_3    | 2./0-3/_6    |             |               |               |               | 6     | úč.              | —      | —       |                         |                         |                         |
| 5.  | Bartl Brötzner (AUT)   | 6./3-0/1_1    | 7./2-1/1_2   | 9./0-3/3_5  |               |               |               | 5     | 4.               | 8 (rk) | 4 (rk)  | volný los/0_4           | 2./0-3/3_4              | (7./2-1/1_1)            |
| 6.  | Vladimir Rosin (URS)   | 5./0-3/3_3    | 9./1-2/3_6   |             |               |               |               | 6     | úč.              | —      | —       |                         |                         |                         |
| 7.  | Rıza Doğan (TUR)       | 8./3-0/1_1    | 5./1-2/3_4   | 10./3-0/1_5 | 3./1-2/3_8    | volný los/0_8 | 9./7:15/0_8   | 3 (f) | Stříbrná medaile | 6 (rk) | 4 (rk)  | 2./2-1/1_4              | volný los/0_3           | (5./1-2/3_1)            |
| 8.  | Juan Rolón (ARG)       | 7./0-3/3_3    | 10./0-3/3_6  |             |               |               |               | 6     | úč.              | —      | —       |                         |                         |                         |
| 9.  | Gyula Tóth (HUN)       | 10./11:55/0_0 | 6./2-1/1_1   | 5./3-0/1_2  | volný los/0_2 | 3./lop./3_5   | 7./lop./3_8   | 6 (f) | Bronzová medaile | —      | —       |                         |                         |                         |
| 10. | Dumitru Gheorghe (ROU) | 9./lop./3_3   | 8./3-0/1_4   | 7./0-3/3_7  |               |               |               | 7     | 6.               | —      | —       |                         |                         |                         |

pozn. Bulhar Dimitar Stojanov, Rakušan Bartl Brötzner a Turek Rıza Doğan dosáhli po 3. kole limitu 5 negativních bodů. O třetím finalistovi rozhodl rozstřel, po kterém měli všichni tři 4 negativní body. Rozhodnutí přineslo tedy dodatečné kritérium (DK(RK)), které bylo součtem všech negativních bodů od úvodního kola.

### Váhová kategorie do 73 kg - ř.ř.
- 1. kolo – 3.12.1956 (večer)
- 2. kolo – 4.12.1956 (večer)
- 3. kolo – 5.12.1956 (večer)
- 4. kolo – 6.12.1956 (ráno)
- 5. kolo – 6.12.1956 (večer)
- 6. kolo – 6.12.1956 (večer)

| Č.  | Zápasník                | Kolo          | Kolo         | Kolo          | Kolo          | Kolo          | Kolo          | SNB   | CP               |
| Č.  | Zápasník                | 1.            | 2.           | 3.            | 4. (finále)   | 5. (finále)   | 6. (finále)   | SNB   | CP               |
| --- | ----------------------- | ------------- | ------------ | ------------- | ------------- | ------------- | ------------- | ----- | ---------------- |
| 1.  | Miklós Szilvásy (HUN)   | 2./1-2/3_3    | 11./3-0/1_4  | 7./0-3/3_7    |               |               |               | 7     | 6.               |
| 2.  | Mithat Bayrak (TUR)     | 1./2-1/1_1    | 3./pčl/0_1   | 11./3-0/1_2   | 9./3-0/1_3    | volný los/0_3 | 8./3-0/1_4    | 2 (f) | Zlatá medaile    |
| 3.  | Mitko Petkov (BUL)      | 4./3-0/1_1    | 2./vzdal/3_4 | odstoupil     |               |               |               | 4     | 7.               |
| 4.  | Oddvar Vargset (NOR)    | 3./0-3/3_3    | odstoupil    |               |               |               |               | 3     | úč.              |
| 5.  | Siegfried Schäfer (EUA) | 6./5:00/0_0   | 7./0-3/3_3   | 8./1-2/3_6    |               |               |               | 6     | 5.               |
| 6.  | Fred Murphy (AUS)       | 5./lop./3_3   | 9./lop./3_6  |               |               |               |               | 6     | úč.              |
| 7.  | Veikko Rantanen (FIN)   | 8./0-3/3_3    | 5./3-0/1_4   | 1./3-0/1_5    |               |               |               | 5     | 4.               |
| 8.  | Vladimir Manějev (URS)  | 7./3-0/1_1    | 10./8:20/0_1 | 5./2-1/1_2    | volný los/0_2 | 9./3-0/1_3    | 2./0-3/3_6    | 4 (f) | Stříbrná medaile |
| 9.  | Per Berlin (SWE)        | 10./1:00/0_0  | 6./4:00/0_0  | volný los/0_0 | 2./0-3/3_3    | 8./0-3/3_6    | volný los/0_6 | 6 (f) | Bronzová medaile |
| 10. | Ernst Wandaller (AUT)   | 9./lop./3_3   | 8./lop./3_6  |               |               |               |               | 6     | úč.              |
| 11. | Jay Holt (USA)          | volný los/0_0 | 1./0-3/3_3   | 2./0-3/3_6    |               |               |               | 6     | úč.              |

### Váhová kategorie do 79 kg - ř.ř.
- 1. kolo – 3.12.1956 (večer)
- 2. kolo – 4.12.1956 (večer)
- 3. kolo – 5.12.1956 (večer)
- 4. kolo – 6.12.1956 (večer)
- 5. kolo – 6.12.1956 (večer)

| Č.  | Zápasník               | Kolo         | Kolo          | Kolo          | Kolo       | Kolo          | SNB   | DK | CP               |
| Č.  | Zápasník               | 1.           | 2.            | 3.            | 4.         | 5. (finále)   | SNB   | DK | CP               |
| --- | ---------------------- | ------------ | ------------- | ------------- | ---------- | ------------- | ----- | -- | ---------------- |
| 1.  | Viljo Punkari (FIN)    | 2./2:58/0_0  | 3./lop./3_3   | 9./1-2*/3_6   |            |               | 6     | —  | 6.               |
| 2.  | William Paterson (AUS) | 1./lop./3_3  | 4./lop./3_6   |               |            |               | 6     | —  | úč.              |
| 3.  | Rune Jansson (SWE)     | 4./3-0/1_1   | 1./0:11/0_1   | 5./2-1*/1_2   | 7./3-0/1_3 | 9./0-3/3_6    | 4 (f) | 6  | Bronzová medaile |
| 4.  | Givi Kartozija (URS)   | 3./0-3/3_3   | 2./3:00/0_3   | 6./3-0/1_4    | 9./2-1/1_5 | volný los/0_5 | 4 (f) | 5  | Zlatá medaile    |
| 5.  | Jim Peckham (USA)      | 6./1-2/3_3   | 7./2-1/1_4    | 3./1-2*/3_7   |            |               | 7     | —  | 7.               |
| 6.  | György Gurics (HUN)    | 5./2-1/1_1   | 8./3-0/1_2    | 4./0-3/3_5    |            |               | 5     | —  | 5.               |
| 7.  | Hans Sterr (EUA)       | 8./8:15/0_0  | 5./1-2/3_3    | volný los/0_3 | 3./0-3/3_6 |               | 6     | —  | 4.               |
| 8.  | İsmet Atlı (TUR)       | 7./lop./3_3  | 6./0-3/3_6    |               |            |               | 6     | —  | úč.              |
| 9.  | Dimitar Dobrev (BUL)   | 10./9:42/0_0 | volný los/0_0 | 1./2-1*/1_1   | 4./1-2/3_4 | 3./3-0/1_5    | 4 (f) | 5  | Stříbrná medaile |
| 10. | Branislav Simić (YUG)  | 9./lop./3_3  | odstoupil     |               |            |               | 3     | —  | úč.              |

pozn 1.: Sovět Givi Kartozija a Němec Hans Sterr dosáhli ve 4. kole limitu 5 negativních bodů. Finálovou dvojici doplnil Sovět Kartozija s menším počtem negativních bodů v poměru 5-6.
pozn 2.: Finalisté Švéd Rune Jansson, Sovět Givi Kartozija a Bulhar Dimitar Dobrev dosáhli ve finále shodně 4 negativních bodů. Časopis Die Athletik uvádí, že o medailistech rozhodlo dodatečné kritérium (DK) – celkový součet negativních bodů a při shodě 5 negativních bodů u Sověta a Bulhara jejich vzájemný zápas.

### Váhová kategorie do 87 kg - ř.ř.
- 1. kolo – 3.12.1956 (večer)
- 2. kolo – 4.12.1956 (večer)
- 3. kolo – 5.12.1956 (večer)
- 4. kolo – 6.12.1956 (večer)
- 5. kolo – 6.12.1956 (večer)

| Č.  | Zápasník                 | Kolo        | Kolo         | Kolo         | Kolo          | Kolo          | SNB   | CP               |
| Č.  | Zápasník                 | 1.          | 2.           | 3.           | 4.            | 5. (finále)   | SNB   | CP               |
| --- | ------------------------ | ----------- | ------------ | ------------ | ------------- | ------------- | ----- | ---------------- |
| 1.  | Adil Atan (TUR)          | 2./2-1/1_1  | 3./1-2*/3_4  | odstoupil    |               |               | 4     | 8.               |
| 2.  | Gyula Kovács (HUN)       | 1./1-2/3_3  | 4./0-3/3_6   |              |               |               | 6     | úč.              |
| 3.  | Petko Sirakov (BUL)      | 4./0-3/3_3  | 1./2-1*/1_4  | 5./7:20/0_4  | 10./11:53/0_4 | 8./3-0/1_5    | 4 (f) | Stříbrná medaile |
| 4.  | Valentin Nikolajev (URS) | 3./3-0/1_1  | 2./3-0/1_2   | 7./3-0/1_3   | 8./3-0/1_4    | volný los/0_4 | 2 (f) | Zlatá medaile    |
| 5.  | Dale Thomas (USA)        | 6./7:15/0_0 | 7./lop./3_3  | 3./lop./3_6  |               |               | 6     | 6.               |
| 6.  | Eugen Wiesberger (AUT)   | 5./lop./3_3 | 9./4:50/0_3  | 8./0-3/3_6   |               |               | 6     | 7.               |
| 7.  | Veikko Lahti (FIN)       | 8./0-3/3_3  | 5./2:45/0_3  | 4./0-3/3_6   |               |               | 6     | 5.               |
| 8.  | Karl-Erik Nilsson (SWE)  | 7./3-0/1_1  | 10./4:48/0_1 | 6./3-0/1_2   | 4./0-3/3_5    | 3./0-3/3_8    | 6 (f) | Bronzová medaile |
| 9.  | Vítězslav Mucha (AUS)    | 10./1-2/3_3 | 6./lop./3_6  |              |               |               | 6     | úč.              |
| 10. | Bob Steckle (CAN)        | 9./2-1/1_1  | 8./lop./3_4  | volný los/0_ | 3./lop./3_7   |               | 7     | 4.               |

pozn: Švéd Karl-Erik Nilsson a Kanďan Bob Steckle dosáhli ve 4. kole limitu 5 negativních bodů. Finálovou dvojici doplnil Švéd Nilsson s menším počtem negativních bodů v poměru 5-7.

### Váhová kategorie nad 87 kg - ř.ř.
- 1. kolo – 3.12.1956 (večer)
- 2. kolo – 4.12.1956 (večer)
- 3. kolo – 5.12.1956 (večer)
- 4. kolo – 6.12.1956 (večer)
- 5. kolo – 6.12.1956 (večer)
- 6. kolo – 6.12.1956 (večer)

| Č.  | Zápasník                 | Kolo         | Kolo         | Kolo          | Kolo          | Kolo          | Kolo          | SNB   | CP               |
| Č.  | Zápasník                 | 1.           | 2.           | 3.            | 4.            | 5. (finále)   | 6. (finále)   | SNB   | CP               |
| --- | ------------------------ | ------------ | ------------ | ------------- | ------------- | ------------- | ------------- | ----- | ---------------- |
| 1.  | Adelmo Bulgarelli (ITA)  | 2./0-3/3_3   | 3./11:00/0_3 | 4./9:00/0_3   | 8./3-0/1_4    | 10./0-3/3_7   | 9./0-3/3_10   | 6 (f) | Bronzová medaile |
| 2.  | Hamit Kaplan (TUR)       | 1./3-0/1_1   | 4./3-0/1_2   | 5./2-1/1_3    | 9./0-3/3_6    |               |               | 6     | 4.               |
| 3.  | Joseph Zammit (AUS)      | 4./0-3/3_3   | 1./lop./3_6  |               |               |               |               | 6     | úč.              |
| 4.  | Antonios Jorgulis (GRE)  | 3./3-0/1_1   | 2./0-3/3_4   | 1./lop./3_7   |               |               |               | 7     | 7.               |
| 5.  | Taisto Kangasniemi (FIN) | 6./0-3/3_3   | 7./14:52/0_3 | 2./1-2/3_6    |               |               |               | 6     | 6.               |
| 6.  | Jusein Mechmedov (BUL)   | 5./3-0/1_1   | 9./lop./3_4  | 10./vzdal/3_7 |               |               |               | 7     | 8.               |
| 7.  | Dale Lewis (USA)         | 8./lop./3_3  | 5./lop./3_6  |               |               |               |               | 6     | úč.              |
| 8.  | Bertil Antonsson (SWE)   | 7./10:00/0_0 | 10./3-0/1_1  | 9./0-3/3_4    | 1./0-3/3_7    |               |               | 7     | 5.               |
| 9.  | Wilfried Dietrich (EUA)  | 10./1-2*/3_3 | 6./7:09/0_3  | 8./3-0/1_4    | 2./3-0/1_5    | volný los/0_5 | 1./3-0/1_6    | 4 (f) | Stříbrná medaile |
| 10. | Anatolij Parfjonov (URS) | 9./2-1*/1_1  | 8./0-3/3_4   | 6./pčl/0_4    | volný los/0_4 | 1./3-0/1_5    | volný los/0_5 | 2 (f) | Zlatá medaile    |

pozn: Turek Hamit Kaplan, Švéd Bertil Antonsson a Němec Wilfried Dietrich dosáhli ve 4. kole limitu 5 negativních bodů. Finálovou dvojici doplnil Němec Dietrich s nejmenším počtem negativních bodů v poměru 5-6-7.